# Calephelis mexicana
Calephelis mexicana is een vlindersoort uit de familie van de prachtvlinders (Riodinidae), onderfamilie Riodininae.
Calephelis mexicana werd in 1971 beschreven door McAlpine.